# Consulat général du Brésil à Cayenne
Le consulat général du Brésil à Cayenne est une représentation consulaire du Brésil en France. Il est situé chemin Saint-Antoine, à Cayenne, en Guyane.